# R100
『R100』（アールひゃく）は、2013年10月5日に公開された日本映画。松本人志監督作品第4弾。
「未体験リアルファンタジーエンタテインメント作品」を名乗る、SMがテーマの作品。
2014年1月16日に死去した高橋昌也の遺作となった。

## ストーリー
有名家具店で販売を担当する片山貴文は実はMであり、その性的欲求を満たすためにクラブ「ボンテージ」へ入会する。その契約は、日常生活を送る片山の前に、次々と女王様が派遣され、片山に対して各種の責を行うというものであり、片山はえもいわれぬ快感を得る。ところが、その内容は次第にエスカレートしていき、家族にまで影響を及ぼし始めるようになったため、片山は中止を要求するが、「ボンテージ」側に途中解約できないと突っぱねられる。そこで、片山は単身で「ボンテージ」と戦う決意を固め、最終決戦に突入する。
以上の内容は劇中劇であり、映画としては「そのような作品を、100歳を迎える映画監督が作成し、関係者向けの試写を行うが、彼らは内容や監督の意図を全く理解出来ずに困惑する」というのが本筋になっている。

## キャスト
片山家とその関係者
- 片山貴文（主人公） - 大森南朋
- 片山節子（妻） - YOU
- 片山嵐（息子） - 西本晴紀
- 杉浦喜一郎（節子の父） - 前田吟
- 総務課の警察官 - 松本人志
- 貴文の上司 - 小木茂光
- 岸谷 - 渡部篤郎

club BONDAGE
- CEO - Lindsay Hayward
- 支配人 - 松尾スズキ
- 所属女王様
  - 声の女王様 - 大地真央
  - 丸呑みの女王様 - 片桐はいり
  - 唾液の女王様 - 渡辺直美
  - 寺島しのぶ
  - 冨永愛
  - 佐藤江梨子

その他
- 劇場の客 - 高橋昌也

## 製作
企画段階で内容より先にこのタイトルが決定した。タイトルの「R」は、映画のレイティングシステムで用いられる「R (Restricted)」の意味。「100」は「規制に捉われない」「色々な世界観に捉われない」ことを意図している。タイトルをそのままとらえると「100歳未満の入場・鑑賞を禁止」となるが、実際の映倫規定は「R15＋指定」（海外でもR-15またはR-18）となっている。
2013年1月10日から4月8日まで撮影、7月21日に完成、7月29日に初号試写会を開催。

### スタッフ
- 監督・脚本 - 松本人志
- 脚本協力 - 高須光聖、長谷川朝二、江間浩司、倉本美津留
- プロデューサー - 竹本夏絵、小西啓介
- アシスタントプロデューサー - 松岡剛
- キャスティング - 元川益暢
- ライン・プロデューサー - 坂本忠久、森太郎
- 共同プロデューサー - 奥山和由
- 音楽 - 坂本秀一、土岐秀一郎
- 演出補 - 吉村昌晃
- 撮影 - 田中一成
- 照明 - 吉角荘介
- 美術 - 愛甲悦子
- 装飾 - 篠田公史
- 録音 - 岡本立洋
- スクリプター - 吉田久美子
- 衣裳・スタイリスト - 荒木里江、伊賀大介
- ヘアメイク - 伊藤ハジメ
- 助監督 - 佐野友秀
- 製作担当 - 鎌田賢一、有賀高俊
- 編集 - 本田吉孝
- VFXスーパーバイザー - 西尾健太郎
- 製作総指揮 - 白岩久弥
- 製作代表 - 岡本昭彦
- 制作プロダクション - よしもとクリエイティブ・エージェンシー、ファントム・フィルム
- 配給 - ワーナー・ブラザース映画
- 製作 - 吉本興業株式会社

## 封切り・プロモーション
「全国未体験ツアー」（9月9日 - 10月1日）と題してローカルキャンペーンを行い、初回の札幌での特別上映会がワールドプレミアとなった。
第18回釜山国際映画祭「アジア映画の窓(A Window on Asian Cinema)」部門（2013年10月4日 - 10月11日に上映）に出品された。
2013年10月13日にはアイドルグループNMB48が鑑賞する上映会が行われ、メンバーのうち15歳以上の46人が参加した。
2014年には北米（アメリカ・カナダ）でも公開された。

## 評価
第38回トロント国際映画祭「ミッドナイト・マッドネス(Midnight Madness)」部門（2013年9月12日 - 9月14日に上映）に出品され、トロントの大手月刊誌や映画雑誌が高い評価をつける中、全出展59作品中唯一星1つという低評価を付ける地元紙もあり、評価は大きく分かれている。
日本では劇場公開前の2013年9月21日から地上波全局で15秒間のテレビCMの放送を予定していたが、局からは倫理上に問題があると見なされて急遽修正版が制作され、同日から9月23日まで放送された。その後、同年10月5日に丸の内ルーブル他全国223スクリーンで公開され、同日・10月6日の初日2日間で興収5,282万3,200円、動員3万7,983人を記録し、映画観客動員ランキング（興行通信社調べ）で初登場第7位となった。
雑誌『映画芸術』2013年日本映画ベストテン＆ワーストテンではワースト5位、雑誌『映画秘宝』が発表した2013年度の映画に対するワーストランキング「HIHOはくさいアワード」では4位と評価された。
第17回オンライン映画批評家協会賞において、最優秀アメリカ未公開作品10選に選ばれた。
フランスのボーヌ国際スリラー映画祭にて新鋭賞を受賞し、カナダのアウトライヤー映画祭にて監督賞を受賞した。

### 観客動員数
日本では全国223スクリーンで公開され、2013年10月5日・10月6日の初日2日間で興収5,282万3,200円、動員3万7,983人を記録（同監督の前作「さや侍」の4割程度の数字）し、映画観客動員ランキング（興行通信社調べ）で初登場第7位・2週目10位となった。一方、ネット上や一部ダブロイド等では「当作品を視聴する実際の客の人数が少ない」という事実を揶揄されており、本作に対しては上記のような厳しい評価がある現実も指し示すこととなった。

## Blu-ray / DVD
2014年1月29日発売。発売・販売元はよしもとアール・アンド・シー。
- R100（1枚組）
  - 映像特典
    - メイキング
    - キャンペーン映像集
      - 製作報告記者会見
      - トロント国際映画祭
      - 完成披露試写会
      - 初日舞台挨拶

    - 特報・劇場予告編・TVスポット集

  - 初回限定特典
    - プレスシート
    - 応募抽選ハガキ
    - 特製スリーブケース